# جرترود فاندربلت ويتني
جرترود فاندربلت ويتني (بالإنجليزية: Gertrude Vanderbilt Whitney)‏ هي نحّاتة أمريكية، ولدت في 9 يناير 1875 في نيويورك في الولايات المتحدة، وتوفي بنفس المكان في 18 أبريل 1942 بسبب التهاب الشغاف.

## معرض صور

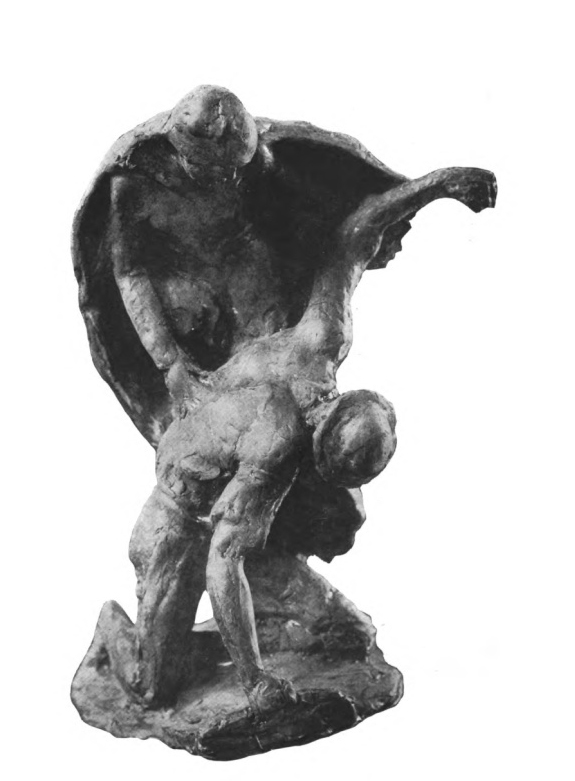
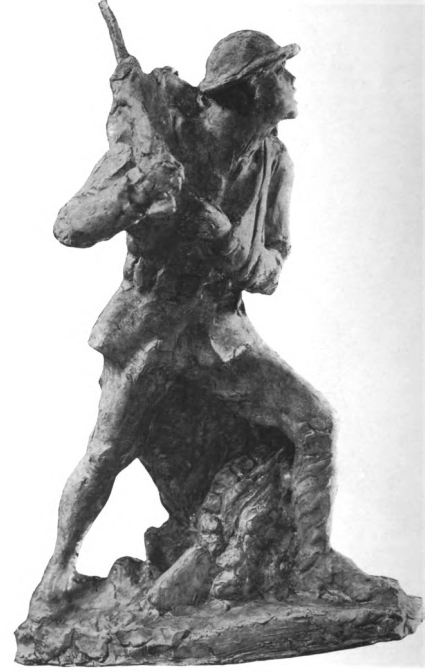
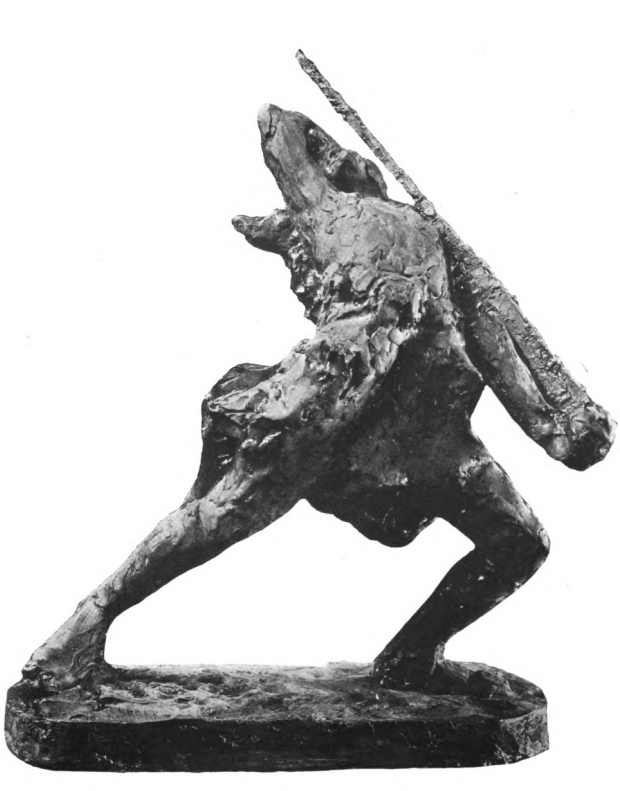
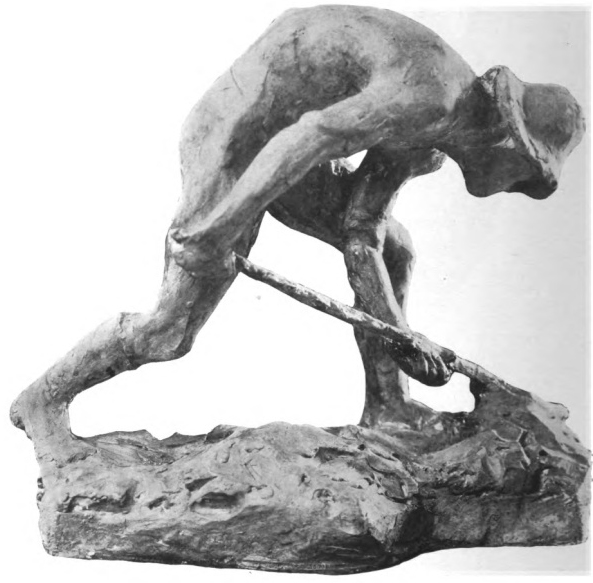

## وصلات خارجية
- جرترود فاندربلت ويتني على موقع الموسوعة البريطانية (الإنجليزية)
- جرترود فاندربلت ويتني على موقع إن إن دي بي (الإنجليزية)